# Felipe Alves Raymundo
Felipe Alves Raymundo (nacido el 21 de mayo de 1988), conocido como Felipe Alves es un futbolista brasileño que juega como portero en el Santa Cruz de la Serie D de Brasil.

## Trayectoria
Felipe Alves terminó su formación con Paulista. Hizo su debut en el primer equipo el 28 de marzo de 2009 entrando como suplente en el medio tiempo en un empate 0-0 del Campeonato Paulista contra Ituano.
Felipe Alves se convirtió en titular del Campeonato Brasileiro Série D de 2009 y siguió siendo la primera opción en los años siguientes. El 17 de junio de 2011 fue cedido al Vitória de la Série B hasta final de año.
El 8 de diciembre de 2011 fichó por el Atlético Sorocaba. Antes de la temporada 2014 se unió a Audax, presentando regularmente.
Felipe Alves estuvo cedido en Guaratinguetá, Paraná  y Oeste, todos ellos dirigidos por Fernando Diniz. El 2 de febrero de 2018 acordó un contrato de un año con el Atlético Paranaense en la Serie A reencontrándose nuevamente con Diniz. 
El 3 de junio de 2018 con 30 años, Felipe Alves debutó en la principal categoría del fútbol brasileño, comenzando con una derrota por 3-1 ante el América Mineiro. Meses después ganó la Copa Sudamericana 2018 con el Furacão, siendo el segundo arquero del equipo. 
El 19 de diciembre de 2018 firmó con Fortaleza para el año 2019. Allí cumplió buenas actuaciones, terminando la temporada con 43 partidos jugados. El 13 de diciembre de 2019 renovó su contrato con el Leão hasta finales de 2021. 
El 18 de febrero de 2022 fue confirmado como refuerzo del Juventude, club donde no logró tener continuidad, por lo que en julio de 2022 fue cedido al Sao Paulo.

## Clubes
| Equipo              | País   | Año       |
| ------------------- | ------ | --------- |
| Paulista            | Brasil | 2009-2012 |
| → Victoria          | Brasil | 2011      |
| Atlético Sorocaba   | Brasil | 2012-2013 |
| Audax               | Brasil | 2014-2018 |
| → Guaratinguetá     | Brasil | 2014      |
| → Paraná            | Brasil | 2015      |
| → Oeste             | Brasil | 2016-2017 |
| Atlético Paranaense | Brasil | 2018      |
| Fortaleza           | Brasil | 2019-2023 |
| → Juventude         | Brasil | 2022      |
| → São Paulo         | Brasil | 2022-2023 |
| Fluminense          | Brasil | 2024      |
| Noroeste            | Brasil | 2025      |
| Santa Cruz          | Brasil | 2025-     |

## Palmarés

### Campeonatos regionales
| Título              | Club      | País      | Año  |
| ------------------- | --------- | --------- | ---- |
| Copa Paulista       | Paulista  | São Paulo | 2010 |
| Campeonato Cearense | Fortaleza | Ceará     | 2019 |
| Campeonato Cearense | Fortaleza | Ceará     | 2020 |
| Campeonato Cearense | Fortaleza | Ceará     | 2021 |

### Campeonatos nacionales
| Título           | Club            | País                | Año  |
| ---------------- | --------------- | ------------------- | ---- |
| Copa do Nordeste | Fortaleza       | Nordeste del Brasil | 2019 |
| Copa de Brasil   | São Paulo F. C. | Brasil              | 2023 |

### Campeonatos internacionales
| Título              | Club                 | País                                   | Año  |
| ------------------- | -------------------- | -------------------------------------- | ---- |
| Copa Sudamericana   | Athletico Paranaense | Bandera de Brasil                      | 2018 |
| Recopa Sudamericana | Fluminense           | Bandera de Brasil · Bandera de Ecuador | 2024 |